# Canton de Chaumont-Nord
Le canton de Chaumont-Nord est une ancienne division administrative française située dans le département de la Haute-Marne et la région Champagne-Ardenne.

## Histoire

### Conseillers d'arrondissement de l'ancien canton de Chaumont (de 1833 à 1940)
| Période                                  | Période          | Identité                       | Étiquette   | Qualité |
| ---------------------------------------- | ---------------- | ------------------------------ | ----------- | --- |
| 1833                                     | 1848             | Eugène Bontemps de Montreuil   |             | Juge au Tribunal civil de Chaumont                                                                          |
|                                          |                  |                                |             | |
| 1889                                     | 1898             | Charles-Henri Cavaniol         | Républicain | Imprimeur, Premier adjoint au maire de Chaumont, Président du Conseil d'arrondissement                      |
| 1898                                     | 1900 (démission) | Léonard Roullot                | Radical     | Vétérinaire à Chaumont                                                                                      |
| 1900                                     | 1910             | Charles Séjournant (1845-1917) | Radical     | Propriétaire, conseiller municipal de Chaumont                                                              |
| 1910                                     | 1919             | Paul Renaut                    | Radical     | Médecin à Chaumont                                                                                          |
| 1919                                     | 1934             | Victor Aubry                   | Radical     | Négociant, conseiller municipal de Chaumont                                                                 |
| 1934                                     | 1940             | Maurice Guéry                  | Radical     | Président de l'Union départementale des mutilés, Chaumont                                                   |
| 1940                                     |                  |                                |             | Les conseils d'arrondissement ont été suspendus par la loi du 12 octobre 1940 et n'ont jamais été réactivés |
| Les données manquantes sont à compléter. |                  |                                |             | |

### Conseillers généraux de l'ancien canton deChaumont(1833 à 1973)
| Période         | Période                   | Identité                               | Étiquette     | Qualité |
| --------------- | ------------------------- | -------------------------------------- | ------------- | --- |
| 1833            | 1848                      | Baron Laurent Martin Duval de Fraville |               | Avocat, conseiller de Préfecture Maire de Chaumont (1830-?) Président du Conseil Général (1834-1837 et 1842-1843)                                            |
| 1848            | 1851 (décès)              | Jean-Baptiste Nicolas Mougeot          |               | Médecin militaire, maire de Chaumont (1848-1851) |
| 1851            | 1852                      | François Alexandre Maitret             | Centre gauche | Avoué, maire de Chaumont (1870-1871) Député (1876-1878) |
| 1852            | 1858                      | Henry Camille Toupot de Beveaux        | Droite        | Ancien Sous-Préfet, député (1848-1851) |
| 1858            | 1871                      | Nicolas Alexandre Petit                |               | Juge au Tribunal civil, adjoint au Maire de Chaumont |
| 1871            | 1900 (décès)              | Jean-Baptiste Mougeot                  | GR            | Docteur en médecine à Chaumont Député (1878-1881) |
| 1900            | 1907 (décès)              | Léonard Roullot                        | Rad.          | Vétérinaire à Chaumont, conseiller d'arrondissement |
| 1907            | 1910 (décès)              | Emile Goguenheim                       | Rad.          | Président du Tribunal de commerce Maire de Chaumont (1900-1910)                                                                                              |
| 1910            | 1941 (démission d'office) | Georges Lévy-Alphandéry                | Rad.          | Avocat Maire de Chaumont (1918-1936) Député (1924-1941) Révoqué par le Gouvernement de Vichy                                                                 |
|                 |                           |                                        |               | |
| 1943            | 1945                      | Léon Courtois (1889-1954)              |               | Agent d'assurances Conseiller municipal de Chaumont Membre de la Commission administrative départementale (1940-1943) Nommé conseiller départemental en 1943 |
|                 |                           |                                        |               | |
| 1945            | 1964 (décès)              | Jean Masson                            | Rad.          | Avocat - Maire de Chaumont (1945-1958) Député (1946-1958) Secrétaire d'État (1942-1953 et 1956-1957) Ministre (1954-1955)                                    |
| 25 octobre 1964 | 1973                      | Marcel Baron                           | Rad.          | Ingénieur Maire de Chaumont (1958-1973) |

### Conseillers généraux de Chaumont-Nord (1973 à 2015)
| Période | Période | Identité           | Étiquette    | Qualité |
| ------- | ------- | ------------------ | ------------ | --- |
| 1973    | 1979    | Marcel Baron       | UDF-Rad.     | Maire de Chaumont (1958-1976) |
| 1979    | 1992    | Georges Berchet    | UDF-Rad.     | Ingénieur en chef du Génie rural, des eaux et des forêts Sénateur (1974-2001) Maire de Chaumont (1976-1989)                                                            |
| 1992    | 2015    | Gérard Groslambert | RPR puis UMP | Inspecteur central des services fiscaux Conseiller municipal puis Maire-adjoint de Chaumont Vice-Président du Conseil Général Elu en 2015 dans le Canton de Chaumont-1 |

## Composition

### Ancien canton de Chaumont
Communes de Brethenay, Brottes, Buxières-lès-Villiers, Chamarandes, Chaumont, Choignes, Condes, Crenay, Euffigneix, Jonchery, Laharmand, Laville-aux-Bois, Le Puits-des-Mèzes, Luzy-sur-Marne, Montsaon, Neuilly-sur-Suize, Riaucourt, Sarcicourt, Semoutiers, Treix, Verbiesles et Villiers-le-Sec-aux-Chênes.

### Canton de Chaumont-Nord
Le canton de Chaumont-Nord se composait d’une fraction de la commune de Chaumont et de huit autres communes. Il compte 13 391 habitants (population municipale) au 1er janvier 2012.
| Nom                  | Code Insee | Intercommunalité | Population (dernière pop. légale)              |
| -------------------- | ---------- | ---------------- | ---------------------------------------------- |
| Chaumont (chef-lieu) | 52121      | CA de Chaumont   | Fraction : 9 426(2012) Commune : 22 674 (2014) |
| Brethenay            | 52072      | CA de Chaumont   | 358 (2014)                                     |
| Chamarandes-Choignes | 52125      | CA de Chaumont   | 1 042 (2014)                                   |
| Condes               | 52141      | CA de Chaumont   | 312 (2014)                                     |
| Euffigneix           | 52193      | CA de Chaumont   | 311 (2014)                                     |
| Jonchery             | 52251      | CA de Chaumont   | 1 033 (2014)                                   |
| Laville-aux-Bois     | 52276      | CA de Chaumont   | 211 (2014)                                     |
| Riaucourt            | 52421      | CA de Chaumont   | 447 (2014)                                     |
| Treix                | 52494      | CA de Chaumont   | 241 (2014)                                     |

## Démographie
| 1962 | 1968 | 1975 | 1982 | 1990 | 1999 | 2009 |
| ---- | ---- | ---- | ---- | ---- | ---- | ---- |
| -    | -    | -    | -    | -    | -    | -    |